# Európa-liga
Az Európa-liga a labdarúgásban az UEFA második számú európai kupasorozata az UEFA-bajnokok ligája után. A kupát klubcsapatok számára rendezik minden szezonban. A csapatok a saját nemzeti bajnokságukon, illetve nemzeti kupájukon keresztül szerezhetnek indulási jogot.
A kupának a 2009–2010-es szezonban volt az első kiírása. Korábban UEFA-kupa néven futott a sorozat, melynek a jogutódja lett az Európa-liga. A kupa jogelődje 1955-ben indult el még Vásárvárosok kupája néven, majd 1971-ben vette át a helyét az UEFA-kupa. Az újabb átszervezésre 2009-ben került sor, amely során az UEFA-kupa és az Intertotó-kupa megszüntetésével hozták létre az Európa-ligát.

## Formátum
A sorozat három nagyobb részre oszlik, a selejtezőre, az alapszakaszra és az egyenes kieséses szakaszra.
Részvételi jog
Az országokra vonatkozó UEFA-együttható alapján felállított rangsortól függ, hogy az adott ország hány csapatot, és azokat is melyik fordulóban indíthatja. A kvótákat alapesetben az egyes országok bajnokságainak végeredménye alapján osztják ki. Ugyanakkor előfordulhatnak eltérések, például ha ugyanaz a csapat az UEFA-bajnokok ligájában is indulási jogot szerez, akkor a kvótája szabaddá válik, és azt egy másik csapat kapja.
Szabaddá váló helyek kiosztása
Egy Európa-liga indulási jog szabaddá vált, ha egy csapat indulási jogot szerzett az UEFA-bajnokok ligájában és az Európa-ligában is, valamint ha egy csapat több jogon szerzett indulási jogot az Európa-ligában. A szabaddá váló helyet az alábbi szabályok szerint kellett feltölteni, tekintettel az adott országból indítható csapatok maximális számára is:
- Ha egy labdarúgókupa győztese indulási jogot szerzett az UEFA-bajnokok ligájában, akkor a helye szabaddá vált, a többi Európa-ligában indulási jogot szerző csapat egy hellyel feljebb került. Az utolsó indulási jogot az a bajnoki helyezés alapján legjobb helyen végző csapat kapta, amelynek még nem volt indulási joga.
- Ha egy labdarúgókupa győztese indulási jogot szerzett az Európa-ligában a bajnoki helyezése alapján, akkor a helye szabaddá vált, a többi Európa-ligában indulási jogot szerző csapat egy hellyel feljebb került. Az utolsó indulási jogot az a bajnoki helyezés alapján legjobb helyen végző csapat kapta, amelynek még nem volt indulási joga.
- Ligakupa-győztes szabaddá váló helyét az a bajnoki helyezés alapján legjobb helyen végző csapat kapta, amelynek még nem volt indulási joga.

Egy csapat valamely ok miatt történő nem indulása vagy kizárása esetén, az a bajnoki helyezés alapján soron következő csapat kapja a kvótát, amelynek még nem volt indulási joga.
Selejtező
Az UEFA Európa Konferencia Liga indulásával a kevesebb csapat miatt a selejtező két fordulóból áll: a harmadik selejtezőkörből és a rájátszásból. A selejtező oda-visszavágós, kieséses rendszerű, azaz a két találkozó végén az összesítésben jobbnak bizonyuló csapatok jutnak tovább a következő körbe. Valamennyi kieső csapat átkerül az UEFA Európa Konferencia Ligába.
Alapszakasz
A 2024–2025-ös szezontól az UEFA újraszervezte összes nemzetközi tornáját, eltörölve a csoportköröket, egy 36 csapatos alapszakaszra váltva. Minden csapat nyolc mérkőzést játszik az alapszakaszban, lehetőleg olyan csapatok ellen, amelyek nem saját szövetségükből vannak, de kivételek lehetnek. A korábbi körmérkőzéses rendszer helyett minden csapat egy sorsolás során kap 8 különböző ellenfelet és mindegyikkel játszik egyszer. Az első nyolc csapat az alapszakasz végén automatikusan továbbjut a nyolcaddöntőbe, míg a 9–24. helyen végző csapatoknak egymás ellen kell játszaniuk a továbbjutásért. Az új rendszer bevezetésével megszűnt a csapatok európai kupasorozatok közötti mozgása, a kieső csapatok nem folytatták az évet a Konferencia Ligában és az UEFA-bajnokok ligájából kiesők se indultak az Európa-ligában a szezon második felében.
Egyenes kieséses szakasz
Az egyenes kieséses szakasz oda-visszavágós rendszerben zajlik, a döntő kivételével. A két találkozó végén az összesítésben jobbnak bizonyuló csapatok jutnak tovább a következő körbe. A nyolcaddöntő rájátszásban az alapszakaszban 9–24. helyen végző csapatok játszanak, az első nyolc (9–16.) csapat kiemelt. A nyolcaddöntőben az alapszakasz első nyolc helyezettjei a kiemeltek, a nyolcaddöntő rájátszásnak győztesei a nem kiemeltek. Nincs tagországi korlátozás, bármely csapat bármelyikkel összekerülhet. A döntőt egy előre kijelölt helyszínen rendezik, egy mérkőzés dönt a győztesről. A győztes részt vesz az UEFA-szuperkupán, ahol az ellenfele az UEFA-bajnokok ligája győztese lesz. Továbbá a következő szezonban automatikus részvételi jogot kap az UEFA-bajnokok ligája csoportkörébe.
A versenykiírás a 2024–25-ös szezontól
|                             |                             | A szakaszban bekapcsolódók | Az előző forduló továbbjutói      | Az UEFA-bajnokok ligájából átkerülők |
| --------------------------- | --------------------------- | --- | --------------------------------- | --- |
| 1. selejtezőkör (12 csapat) | 1. selejtezőkör (12 csapat) | - 12 kupagyőztes a 22–33. helyen rangsorolt kupából |                                   | |
| 2. selejtezőkör (18 csapat) | 2. selejtezőkör (18 csapat) | - 5 kupagyőztes a 16–21. helyen rangsorolt kupábólRUS - 6 második és harmadik helyezett a 7–12. helyen rangsorolt bajnokságból - 1 negyedik helyezett a 6. helyen rangsorolt bajnokságból | - 6 győztes az 1. selejtezőkörből | |
| 3. selejtezőkör (26 csapat) | Bajnoki ág (12 csapat)      | |                                   | - 12 vesztes a BL 2. selejtezőkörének bajnoki ágáról |
| 3. selejtezőkör (26 csapat) | Nem bajnoki ág (14 csapat)  | - 3 kupagyőztes a 13–15. helyen rangsorolt kupából | - 9 győztes a 2. selejtezőkörből  | - 2 vesztes a BL 3. selejtezőkörének nem bajnoki ágáról |
| Rájátszás (24 csapat)       | Rájátszás (24 csapat)       | - 5 kupagyőztes a 8–12. helyen rangsorolt kupából | - 13 győztes a 3. selejtezőkörből | - 6 vesztes a BL 2. selejtezőkörének bajnoki ágáról |
| Alapszakasz (36 csapat)     | Alapszakasz (36 csapat)     | - Az Európa Konferencia Liga címvédője - 7 kupagyőztes az 1–7. helyen rangsorolt kupából - 5 ötödik és hatodik helyezett az 1–5. helyen rangsorolt bajnokságból                           | - A rájátszás 12 győztese         | - 5 vesztes a BL rájátszásának bajnoki ágáról - 4 vesztes a BL harmadik selejtezőkörének nem bajnoki ágáról - 2 vesztes a BL rájátszásának nem bajnoki ágáról |

A csoportkör korábbi lebonyolítása (2021–2024)
A csoportkörbe 32 csapat jutott be. 12 csapat automatikus résztvevő, a selejtezőből 10, az UEFA-bajnokok ligája selejtezőjéből 10 csapat jutott be a csoportkörbe. A 32 csapatot 8 darab négycsapatos csoportba sorsolták. A csapatokat négy kalapba sorolták be, a csapatokra vonatkoztatott UEFA-együttható alapján. Azonos tagországba tartozó együttesek nem voltak sorsolhatók azonos csoportba. A csoportokban a csapatok körmérkőzéses, oda-visszavágós rendszerben mérkőztek meg egymással. Összesen hat fordulót rendeztek, melyek alatt egy csoporton belül mindegyik csapat kétszer játszott mindegyikkel, egyszer pályaválasztóként, egyszer pedig idegenben. A mérkőzéseket csütörtöki napokon játszották. A végleges menetrendet a sorsolás után, számítógéppel állították össze. A csoportok első helyezettje a nyolcaddöntőbe jutott. A második helyezettek a nyolcaddöntő rájátszásába kerültek, ahol az UEFA-bajnokok ligája csoportkörének harmadik helyezettjei közül kaptak ellenfelet. A harmadik helyezettek az UEFA Konferencia Liga nyolcaddöntő rájátszásába kerültek, ahol az UEFA Európa Konferencia Liga csoportkörének második helyezettjei közül kaptak ellenfelet.

## Pénzdíjazás
A 2021–22-es szezontól a 2023–24-es szezonig az UEFA a résztvevők között következő pénzdíjakat osztja ki. Valamennyi összeg euróban értendő.

| Cél elérése                       | Összeg    |
| --------------------------------- | --------- |
| Csoportkör alapdíja               | 3 630 000 |
| Győzelem a csoportkörben          | 630 000   |
| Döntetlen a csoportkörben         | 210 000   |
| Csoportgyőztes a csoportkörben    | 1 100 000 |
| Második helyezett a csoportkörben | 550 000   |
| Nyolcaddöntő rájátszása           | 500 000   |
| Nyolcaddöntő                      | 1 200 000 |
| Negyeddöntő                       | 1 800 000 |
| Elődöntő                          | 2 800 000 |
| A döntő vesztese                  | 4 600 000 |
| A döntő győztese                  | 8 600 000 |

## Döntők
A 2009–10-es szezon előtt UEFA-kupa néven létezett. Lásd: UEFA-kupa-győztesek listája
| Szezon    | Helyszín                                  | Döntő               | Döntő                  | Döntő                    |
| Szezon    | Helyszín                                  | Győztes             | Eredmény               | Döntős                   |
| --------- | ----------------------------------------- | ------------------- | ---------------------- | ------------------------ |
| 2009–2010 | HSH Nordbank Arena, Hamburg               | Atlético de Madrid  | 2–1 (h.u.)             | Fulham                   |
| 2010–2011 | Aviva Stadion, Dublin                     | FC Porto            | 1–0                    | SC Braga                 |
| 2011–2012 | Stadionul Naţional, Bukarest              | Atlético de Madrid  | 3–0                    | Athletic Bilbao          |
| 2012–2013 | Amsterdam ArenA, Amszterdam               | Chelsea             | 2–1                    | Benfica                  |
| 2013–2014 | Juventus Stadion, Torino                  | Sevilla FC          | 0–0 (h.u.) (t.: 4–2)   | Benfica                  |
| 2014–2015 | Nemzeti Stadion, Varsó                    | Sevilla FC          | 3–2                    | Dnyipro Dnyipropetrovszk |
| 2015–2016 | St. Jakob-Park, Bázel                     | Sevilla FC          | 3–1                    | Liverpool FC             |
| 2016–2017 | Friends Arena, Stockholm                  | Manchester United   | 2–0                    | AFC Ajax                 |
| 2017–2018 | Parc Olympique Lyonnais, Décines-Charpieu | Atlético de Madrid  | 3–0                    | Olympique de Marseille   |
| 2018–2019 | Olimpiai Stadion, Baku                    | Chelsea             | 4–1                    | Arsenal                  |
| 2019–2020 | RheinEnergieStadion, Köln                 | Sevilla             | 3–2                    | Internazionale           |
| 2020–2021 | Stadion Energa Gdańsk, Gdańsk             | Villarreal          | 1–1 (h.u.) (t.: 11–10) | Manchester United        |
| 2021–2022 | Estadio Ramón Sánchez-Pizjuán, Sevilla    | Eintracht Frankfurt | 1–1 (h.u.) (t.: 5–4)   | Rangers                  |
| 2022–2023 | Puskás Aréna, Budapest                    | Sevilla             | 1–1 (h.u.) (t.: 4–1)   | Roma                     |
| 2023–2024 | Aviva Stadion, Dublin                     | Atalanta            | 3–0                    | Bayer Leverkusen         |
| 2024–2025 | San Mamés Stadion, Bilbao                 | Tottenham Hotspur   | 1–0                    | Manchester United        |
| 2025–2026 | Beşiktaş Stadion, Isztambul               |                     |                        |                          |
| 2026–2027 | Deutsche Bank Park, Frankfurt             |                     |                        |                          |